# Reprezentacja Holandii U-19 w piłce nożnej mężczyzn
Reprezentacja Holandii U-19 w piłce nożnej – juniorska reprezentacja Holandii, sterowana przez Królewski Holenderski Związek Piłki Nożnej. Jest powoływana przez selekcjonera, w niej występować mogą wyłącznie zawodnicy, którzy w momencie przeprowadzania imprezy docelowej (finałów Mistrzostw Europy) nie przekroczyli 19 roku życia.

## Występy w ME U-19
- 2002: Nie zakwalifikowała się
- 2003: Nie zakwalifikowała się
- 2004: Nie zakwalifikowała się
- 2005: Nie zakwalifikowała się
- 2006: Nie zakwalifikowała się
- 2007: Nie zakwalifikowała się
- 2008: Nie zakwalifikowała się
- 2009: Nie zakwalifikowała się
- 2010: Faza grupowa
- 2011: Nie zakwalifikowała się

## Obecny skład
| Aktualny skład reprezentacji Holandii U-19 w piłce nożnej |         |                    |                   |                   |
| Trener → Wim van Zwam                                     |         |                    |                   |                   |
| Nr                                                        | Pozycja | Imię i nazwisko    | Data urodzenia    | Klub              |
| 1                                                         | BR      | Warner Hahn        | 15 czerwca 1992   | AFC Ajax          |
| 2                                                         | OB      | Mike te Wierik     | 8 czerwca 1992    | Heracles Almelo   |
| 3                                                         | OB      | Stefan de Vrij     | 5 lutego 1992     | Feyenoord         |
| 4                                                         | PO      | Bruno Martins Indi | 8 lutego 1992     | Feyenoord         |
| 5                                                         | OB      | Giliano Wijnaldum  | 31 sierpnia 1992  | AZ Alkmaar        |
| 6                                                         | PO      | Adam Maher         | 20 lipca 1993     | AZ Alkmaar        |
| 7                                                         | NA      | Jody Lukoki        | 15 listopada 1992 | AFC Ajax          |
| 8                                                         | PO      | Ouasim Bouy        | 11 czerwca 1993   | AFC Ajax          |
| 9                                                         | NA      | Luc Castaignos     | 27 września 1992  | Feyenoord         |
| 10                                                        | PO      | Oguzhan Ozyakup    | 23 września 1992  | Arsenal F.C.      |
| 11                                                        | NA      | Ola John           | 19 maja 1992      | FC Twente         |
| 12                                                        | OB      | Stefano Denswil    | 7 maja 1993       | AFC Ajax          |
| 13                                                        | OB      | Maikel Verkoelen   | 18 marca 1992     | PSV Eindhoven     |
| 14                                                        | OB      | Quincy Promes      | 4 stycznia 1992   | FC Twente         |
| 15                                                        | PO      | Joeri de Kamps     | 10 lutego 1992    | AFC Ajax          |
| 16                                                        | BR      | Hobie Verhulst     | 2 kwietnia 1993   | AZ Alkmaar        |
| 17                                                        | PO      | Lesley de Sa       | 2 kwietnia 1993   | AFC Ajax          |
| 18                                                        | NA      | Rangelo Janga      | 16 kwietnia 1992  | Willem II Tilburg |